# Dąb papieski
Dąb papieski – określenie stosowane w stosunku do dębów zasadzonych w różnych miejscach Polski z sadzonek pochodzących z żołędzi poświęconych przez Jana Pawła II.
Historia papieskich dębów zaczęła się 28 kwietnia 2004, w czasie jednej z pielgrzymek polskich leśników. To wtedy leśnicy zawieźli 2,5 kg nasion Chrobrego, najstarszego dębu szypułkowego w Polsce, do Watykanu (wiek dębu Chrobrego ocenia się na 745 lat). Do Polski nasiona wróciły z błogosławieństwem Jana Pawła II i od tej pory każdy „potomek” Chrobrego nazywany jest dębem papieskim.
W maju 2004 żołędzie otrzymały certyfikat i świadectwo pochodzenia. Następnie trafiły do gospodarstwa szkółkarskiego w Nędzy, należącego do nadleśnictwa w Rudach Raciborskich. 630 nasion dojrzewało tam dwa lata, najpierw w pawilonach foliowych, później pod gołym niebem. Przetrwało 514 sadzonek. W tym czasie „dzieci” Chrobrego zostały podzielone między nadleśnictwa, szkoły, seminaria duchowne i sanktuaria w całej Polsce. Każda sadzonka posiada stosowny certyfikat z nadanym kolejnym numerem. Ze względu na duże zainteresowanie sadzonkami dwie dorodne sadzonki dębu papieskiego ze szkółki leśnej w Nędzy zostaną przekazane laboratorium leśnemu w Sycowie i rozmnożone in vitro.
Ponieważ są to drzewka szczególne, ich sadzenie w całym kraju odbywa się w sposób uroczysty z udziałem duchowieństwa i władz lokalnych. Zamierzeniem leśników polskich jest, aby te dęby rosły w całym kraju, w miejscach szczególnie związanych z działalnością Jana Pawła II i żeby były żywym i długowiecznym – jak dąb Chrobry – pomnikiem czasów, gdy był papieżem.
Dęby papieskie są jednym z obiektów odwiedzanych w ramach zdobywania Pielgrzymiej Odznaki Krajoznawczej „Śladami Jana Pawła II”. Regulamin tej odznaki zawiera załącznik z listą 410 dębów wraz z podaniem ich lokalizacji.

## Lokalizacja dębów papieskich

### Głogów Małopolski
Pierwszy Dąb Papieski na Podkarpaciu posadzono w Głogowie Małopolskim 2 kwietnia 2007 podczas uroczystości poświęcenia kamienia węgielnego dla nowo budowanego kościoła w Głogowie-Niwie. Na Podkarpaciu planowano posadzić w 2007 29 sztuk Dębów Papieskich.
W uroczystości oprócz wiernych wzięli udział: ks. bp Kazimierz Górny, ordynariusz Diecezji Rzeszowskiej, Kazimierz Rokita, burmistrz Głogowa Małopolskiego i ks. Adama Samel, proboszcz parafii Głogów. W samym akcie sadzenia asystowali leśnicy z Nadleśnictwa Głogów z nadleśniczym, Jerzym Chłopkiem i zastępcą nadleśniczego, Anną Bondar–Zabiciel, która na ręce miejscowego proboszcza przekazała certyfikat nr 143, stwierdzający autentyczność pochodzenia dębu.

### Jelcz-Laskowice
W I rocznicę śmierci Jana Pawła II władze Jelcza-Laskowic ufundowały Pomnik Jana Pawła II. Został on usytuowany na placu Jana Pawła II, a wykonał go kamieniarz Bogdan August. Wcześniej za miejscem, gdzie obecnie znajduje się pomnik rósł „Dąb Papieski”, który wiosną 2007 zastąpiony został nową sadzonką.

### Kalwaria Pacławska
15 maja 2006 roku odbyła się do Kalwarii Pacławskiej doroczna pielgrzymka leśników Regionalnej Dyrekcji Lasów Państwowych w Krośnie. Leśnicy i ich rodziny o godz. 10:00 rozpoczęli swoje pielgrzymowanie Drogą Krzyżową po dróżkach kalwaryjskich. Następnie w sanktuarium została odprawiona uroczysta msza. Uroczystość uświetnił zespół sygnalistów myśliwskich z Brzegów Dolnych. Po mszy na placu przed kościołem został posadzony dąb papieski. Dąb rośnie na placu przed kościołem Sanktuarium Męki Pańskiej i Matki Bożej Kalwaryjskiej.

### Katowice
Dąb posadzono 18 maja 2008 na placu obok bazyliki św. Ludwika w katowickiej dzielnicy Panewniki. Sadzonka została przywieziona ze szkółki w Rudach Raciborskich. Oznaczona jest numerem 60. Obok drzewa, podarowanego przez leśników z Nadleśnictwa Katowice, ulokowano granitowy głaz z napisem: „Dąb Papieski posadzony 18 maja 2008 roku dla upamiętnienia pontyfikatu Wielkiego Polaka Ojca Świętego Jana Pawła II w 100. rocznicę poświęcenia bazyliki mniejszej w Panewnikach. Parafianie, Franciszkanie, Leśnicy Nadleśnictwa Katowice”. W ceremonii wzięli m.in. udział: senator Krystyna Bochenek, prowincjałowie − Ezdrasz Biesok i Damian Szojda.

### Łochowice
Dąb posiadający certyfikat nr 442 został uroczyście posadzony w dniu 20 maja 2006 roku na placu przy zabytkowym kościele w Łochowicach, będącym świątynią filialną parafii w Osiecznicy. W uroczystościach, przy udziale mieszkańców i przybyłych gości, udział wzięli: starosta krośnieński – Wiesław Mackowicz, burmistrz Krosna Odrzańskiego – Andrzej Chinalski, nadleśniczy Nadleśnictwa Krosno – Adam Ostrowski, sołtys Łochowic – Adam Śliwczyński, proboszcz parafii wojskowej w Krośnie Odrzańskim – Edward Olech, proboszcz parafii w Osiecznicy – ks. Andrzej Nowak. Obok Dębu Papieskiego posadzono także dwa dęby krośnieńskie, które pełnią rolę świadków i strażników wydarzenia oraz ustawiono kamień z pamiątkową tablicą. Akt erekcyjny wraz z certyfikatem został złożony pod korzeniami Dębu.
Papież Jan Paweł II podczas pobytu na terenie diecezji zielonogórsko-gorzowskiej, w swoim przemówieniu, wiele uwagi poświęcił pięknu przyrody tych ziem.

### Olecko
W Olecku Dąb Papieski posadzony został na rynku, przed kościołem i obok pomnika Jana Pawła II.

### Olsztyn
14 października 2007 tuż przy gmachu nowej Biblioteki Uniwersyteckiej w Olsztynie odbyła się uroczystość posadzenia jednej z ostatnich sadzonek. Uroczystość poprzedzona była mszą odprawioną w kościele akademickim pw. św. Franciszka. Po posadzeniu dębu odbył się akt wmurowania pamiątkowej tablicy z napisem „Quercus in memoriam Joannis Pauli II Papae”. Kortowski Dąb Papieski ma numer 196. W zamyśle pomysłodawców sąsiedztwo Biblioteki Uniwersyteckiej, symbolu wiedzy i dębu symbolu siły, trwania i pamięci, powinny skłaniać do refleksji.

### Przybyszew
Dąb Papieski uroczyście posadzony na terenie podległym RDLP w Radomiu. Uroczystość w miejscowości Przybyszew zaszczycił swoją osobą prymas Polski Józef Glemp. Uroczystości z udziałem okolicznych mieszkańców odbyły się w kościele pw. Świętych Apostołów Piotra i Pawła w miejscowości Przybyszew. Ze strony leśników wzięli w nich udział Dyrektor Generalny Lasów Państwowych Andrzej Matysiak, Dyrektor Dariusz Bąk i leśnicy RDLP w Radomiu. Obok dębu stanął głaz z wyrytą pamiątkową tablicą, pod którym została zakopana tuba ze stali nierdzewnej. W jej wnętrzu znalazł się certyfikat autentyczności z numerem drzewka oraz akt informujący o osobach uczestniczących w uroczystości posadzenia.

### Puck
W Pucku Dąb Papieski rośnie u zbiegu ulic Ceynowy i Żeglarzy.

### Szydłowiec
Dąb w Szydłowcu został posadzony w 2006 przez przedstawicieli władz miasta na terenie Zespołu Szkół im. Jana Pawła II w Szydłowcu w czasie jego święta.

### Toruń
Uroczystość posadzenia Dębu Papieskiego przy Wyższym Seminarium Duchownym w Toruniu odbyła się w niedzielę 2 kwietnia 2007, w drugą rocznicę śmierci papieża Jana Pawła II. Dąb posadzili: ks. bp Andrzej Suski ordynariusz toruński, wiceminister rolnictwa Jan Krzysztof Ardanowski, wojewoda kujawsko-pomorski Józef Ramlau, prezydent Torunia Michał Zaleski, przewodniczący Rady Miasta Torunia Józef Jaworski, gospodarz miejsca – JM rektor seminarium ks. Krzysztof Lewandowski oraz dyrektor Regionalnej Dyrekcji Lasów Państwowych w Toruniu Janusz Karczmarek. W uroczystości uczestniczyli księża, siostry zakonne i klerycy Wyższego Seminarium Duchownego oraz leśnicy z biura RDLP i nadleśnictw sąsiadujących Toruniem: Cierpiszewo, Gniewkowo, Solec Kujawski, Toruń. Certyfikat dębu papieskiego, wydany przez dyrektora generalnego Lasów Państwowych Andrzeja Matysiaka, oznaczony kolejnym numerem 355, oprawiony w ramy został uroczyście przekazany przez dyrektora RDLP w Toruniu Janusza Kaczmarka JM Rektorowi ks. dr. Krzysztofowi Lewandowskiemu na „wieczną rzeczy pamiątkę”. Certyfikat jest przechowywany na honorowym miejscu w Wyższym Seminarium Duchownym.

### Trzebcz
Sadzonka posadzona została na granicy między diecezją legnicką a zielonogórsko-gorzowską, na wzgórzu między wsiami Trzebcz a Komorniki. Inicjatorem sprowadzenia Dębu Papieskiego był ówczesny dziekan dekanatu polkowickiego Marian Kopko. Uroczyste posadzenie sadzonki w kwietniu 2006 roku zapoczątkowało tradycję wielkopiątkowej drogi krzyżowej z Polkowic poprzez lasy „do Dębu”. Na szczyt wzgórza, na którym rośnie drzewko, prowadzi droga, wzdłuż której posadzone były dęby czerwone. Podczas wielkiej suszy w lecie 2006 roku wszystkie drzewka posadzone w kwietniu, poza papieskim, uschły.

### Pustkowo
Sadzonka „Dębu papieskiego” o numerze 155 posadzona została 16 września 2012 r. w nadmorskim Pustkowie podczas mszy w V rocznicę wzniesienia Bałtyckiego Krzyża Nadziei będącego niemal wierną repliką krzyża na Giewoncie. Uroczystego wkopania sadzonki dokonali abp archidiecezji szczecińsko-kamieńskiej Andrzej Dzięga, przewodnicząca Rady Gminy Rewal Joanna Drzewińska–Dąbrowska, proboszcz parafii Rewal Krzysztof Przybyło i inni księża, prezes Katolickiego Stowarzyszenia Kolejarzy Polskich Koła Szczecin Marian Hernik, Sekretarz Katolickiego Stowarzyszenia Kolejarzy Polskich Koła Szczecin Bogdan Kowalczys, sołtys Pustkowa Władysław Hagaj.

### Warszawa
W Warszawie dąb papieski, któremu nadano imię Jana Pawła II, został posadzony przy bazylice katedralnej św. Michała i św. Floriana (od strony ul. Sierakowskiego). Drzewko jest darem leśników warszawskich.